# 財産刑
財産刑（ざいさんけい）は、刑罰の分類の一つで、受刑者の財産を剥奪することで経済的自由を削減することを目的とする刑罰のこと。財産刑以外の刑罰の種類には、死刑（生命刑）・身体刑・自由刑・名誉刑がある。

## 概要
日本の現行刑法では、主刑（それだけで言い渡せる刑）としては、罰金・科料が規定されている。他に、付加刑（単独では言い渡せない付加的な刑）として規定されている没収も財産刑に含める場合がある。財産刑を下されたが支払えない場合には、労役場留置がなされるが、これは罰金・科料分を日数換算して行われる懲役に類似した処遇であり、労役と通称される。